# Meixian
Meixian of Mei is een arrondissement in de Guangdongse stadsprefectuur Meizhou in het zuiden van de Volksrepubliek China. Meixian heeft een oppervlakte van 2755 km² en 610.000 inwoners. De rivier Mei Jiang stroomt door Meixian.
Het is de jiaxiang van meer dan één miljoen overzeese Chinezen. Het overgrote deel van de Meixianse bevolking is van Hakka-afkomst en spreekt het Hakka-dialect Meixianhua. Het Meixianhua wordt door de Chinese staat gezien als het standaarddialect van Hakka en wordt daarom ook "standaardhakka" genoemd.
Meixian exporteert pomelo's, bergthee en bamboeartikelen.

## Geschiedenis
Tijdens de Han-dynastie werd Meixian een arrondissement van Jieyang. Tijdens de Tang-dynastie stond het onder het bestuur van Chaozhou en tijdens de Noordelijke Song-dynastie werd het pas onder het bestuur van Meizhou geplaatst.
Vroeger heette Meixian Jiazhou 嘉州 en Jiayingzhou 嘉應州.

## Geboren in Meixian of heeft Meixian als jiaxiang
- Leon Lai
- Ye Jianying
- Thaksin Shinawatra
- Hou Hsiao-Hsien
- Huang Zunxian

## Stedenbanden
- Curepipe (Mauritius)[1]